# Hypnum procerrimum
Hypnum procerrimum là một loài Rêu trong họ Hypnaceae. Loài này được Molendo mô tả khoa học đầu tiên năm 1866.

## Hình ảnh

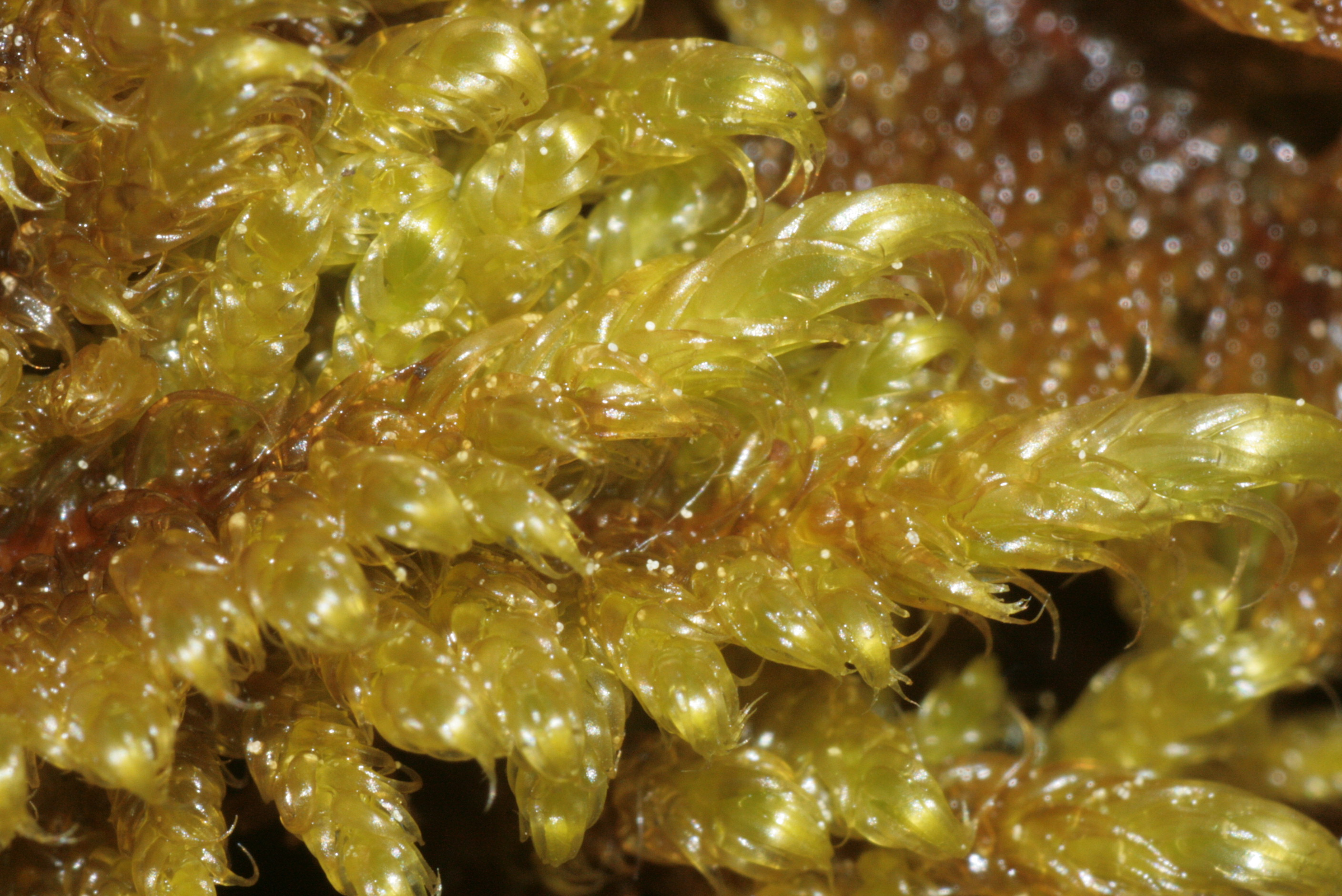
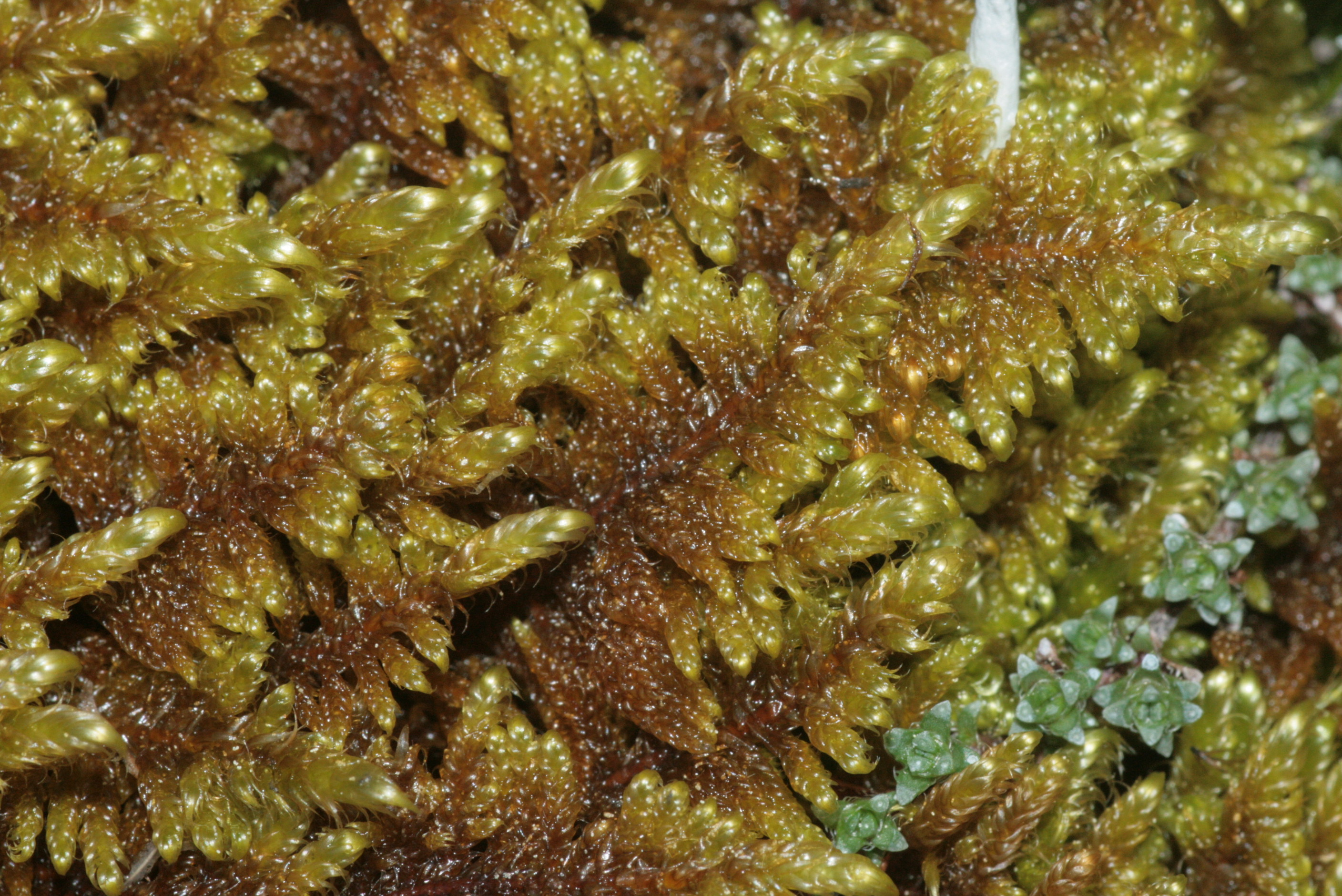
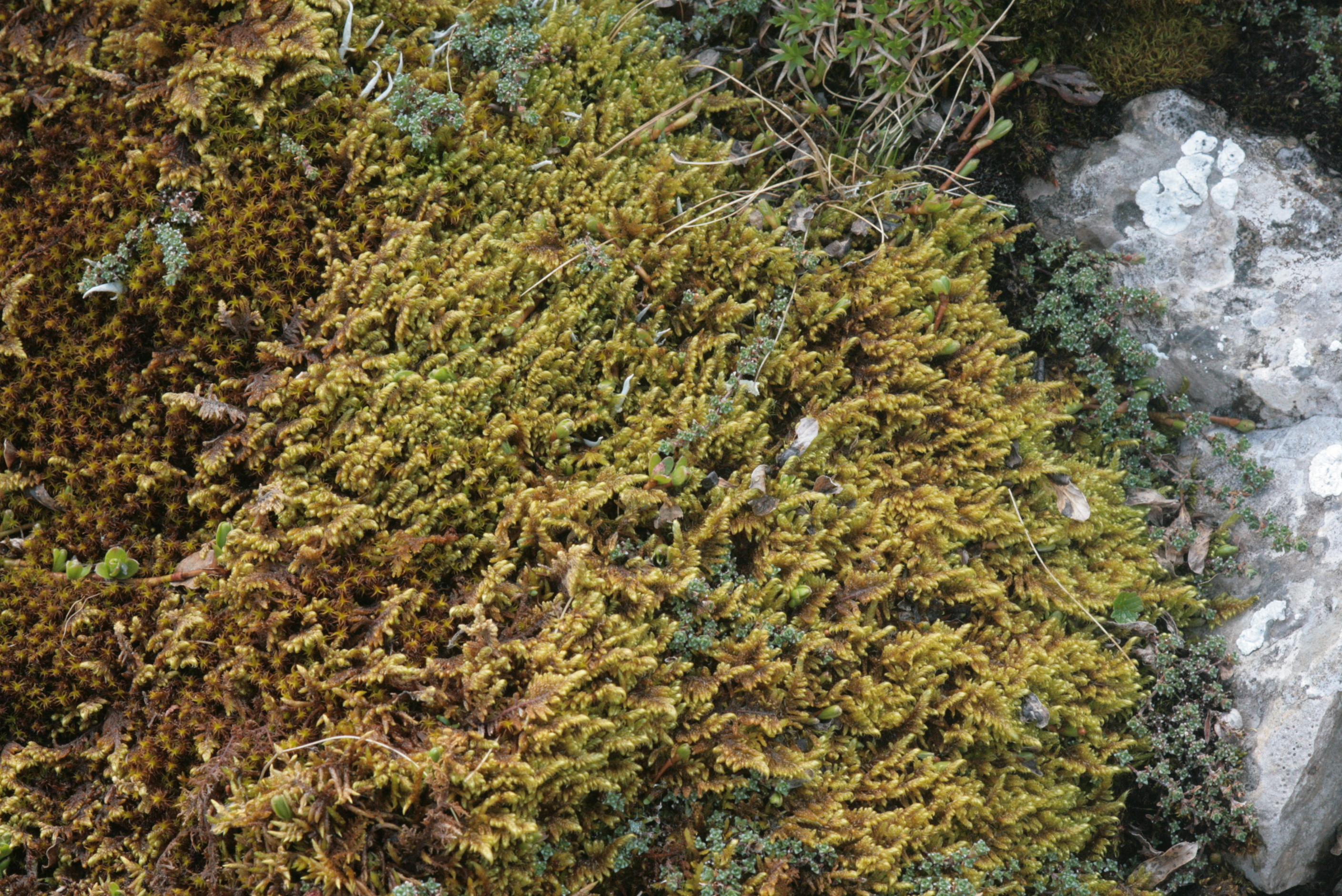
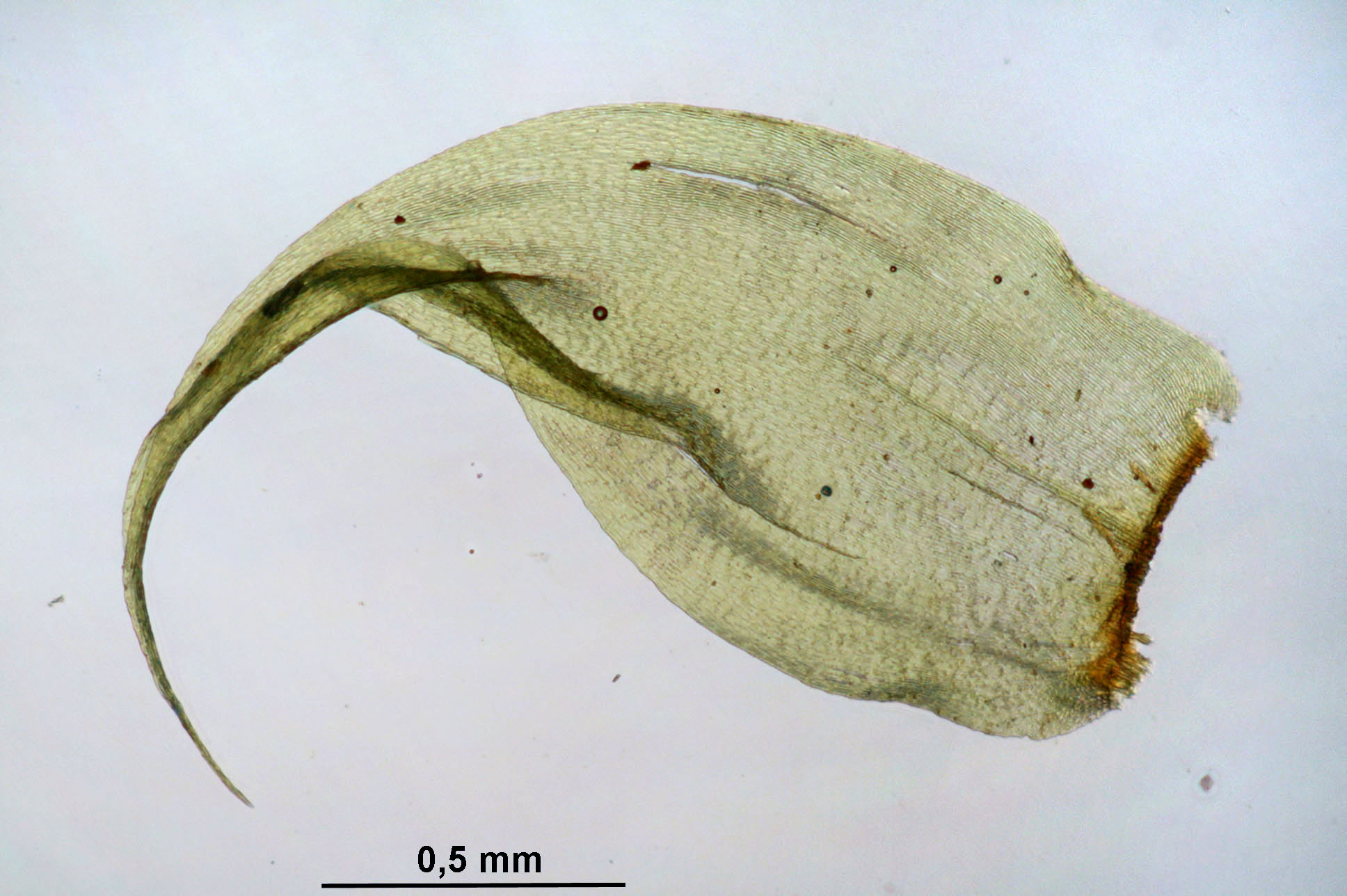